# 14 Wielkopolska Brygada Pancerna
3/14 Wielkopolska Brygada Pancerna (3/14 BPanc) – wielka jednostka pancerna Polskich Sił Zbrojnych.
Wzrastające w czasie walk na Półwyspie Apenińskim stany osobowe 2 Korpusu Polskiego pozwoliły na znaczna rozbudowę oddziałów polskich i tworzenie nowych. Planując w korpusie zwiększenie liczby jednostek pancernych, podjęto decyzję o utworzeniu jesienią 1944 nowej samodzielnej 3 Wielkopolskiej Brygady Pancernej z przeznaczeniem dla 3 Korpusu Polskiego. Oficjalnie została powołana rozkazem gen. dyw. Władysława Andersa z 12 grudnia 1944.
Na podstawie rozkazu Naczelnego Wodza wydanego 8 marca 1945 jednostka przemianowana została na 14 Wielkopolską Brygadę Pancerną. Zmiana nazwy ogłoszona została w rozkazie dziennym dowódcy brygady w dniu 25 kwietnia tego roku.

## Formowanie
Prace organizacyjne zaczęto już we wrześniu 1944. Na dowódcę został wyznaczony dotychczasowy zastępca dowódcy 2 Brygady Pancernej płk Władysław Bobiński.
Pułk Ułanów Karpackich oddał połowę swego stanu na zorganizowanie nowo powstającego 10 pułku huzarów oraz kwatery głównej brygady.
Kolejny pułk pancerny, 3 Pułk Ułanów Śląskich, powstawał na bazie formowanego od 29 lipca 1944 roku „pułku ułanów, jako baonu szturmowego przy 2 Brygadzie Pancernej” noszącego od 21 sierpnia 1944 r. miano 3 pułku ułanów Śląskich. 
W pełni zorganizowanym, wyszkolonym i uczestniczącym w walkach był 15 pułk ułanów. Był to jednak pułk rozpoznawczy dywizji piechoty na samochodach pancernych. Sprzęt ten i połowę swego stanu miał wkrótce zdać dla nowo tworzonego, odradzanego 25 pułku ułanów Wielkopolskich. Otrzymane w zamian uzupełnienia i własną kadrę musiał przeszkolić do zadań przewidzianych dla pułku pancernego.

## Szkolenie w Egipcie

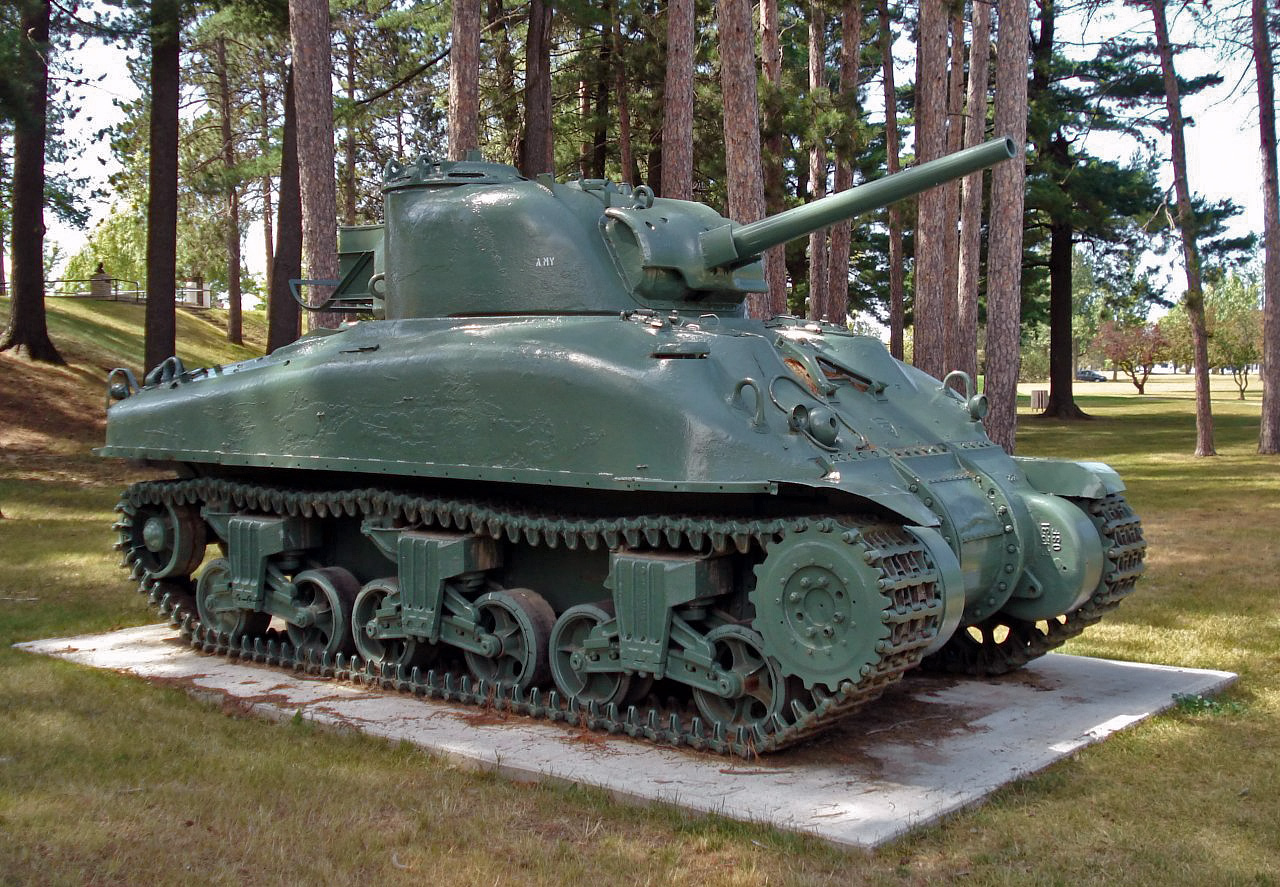
Podstawowy czołg 14 BPanc – Sherman M4

Kiedy w styczniu 1945 roku do pułków nadal napływały uzupełnienia, dowódca brygady, płk Bobiński wraz z kwatermistrzem, mjr. dypl. Aleksandrem Mieczkowskim przydzielonym z kwatermistrzostwa Korpusu, znajdowali się już w Egipcie.
7 stycznia oddziały Brygady zaokrętowano w Tarencie, kierując transport do Egiptu. Port Said osiągnięto 10 stycznia, po czym oddziały koleją przewieziono do obozu Qassasin, 80 km od Kairu.
Aż do końca pobytu w Egipcie brygada prowadziła intensywne, wszechstronne szkolenie bojowe.
Przeszkolenie pancerne odbywało się w polskim ośrodku (Polish Wing) przy brytyjskim centrum wyszkolenia pancernego RAC School Abassia na przedmieściu Kairu. Powołano Komendę Kursów Polskiej Brygady Pancernej. Rozpoczęła ona działanie już 25 stycznia, organizując kursy kierowania czołgiem, strzeleckie i radiowe. Jednocześnie odbywała się nauka w oddziałach, dalej uzupełniających swoje stany osobowe.
Na kursy taktyczne dla dowódców i zastępców dowódców pułków oraz dowódców i zastępców dowódców szwadronów kierowano oficerów do Benevento we Włoszech.
Upały i częste burze piaskowe utrudniały jednak naukę. Podjęto więc starania o przesunięcie brygady nad morze. W kilka dni po zakończeniu wojny w Europie (13—15 maja 1945) brygada przeszła do obozu I Kingi Mariut obok El–Amirija, na skraju Pustyni Zachodniej, niedaleko Aleksandrii, dalej kontynuując szkolenie.
Posiadając czołgi tylko na jeden szwadron w każdym pułku, początkowo prowadzono ćwiczenia plutonami.
W kolejnych miesiącach przyjęto zasadę, że co osiem dni pułki kolejno przejmowały sprzęt na swój stan, doskonaląc opanowanie zadań na wszystkich szczeblach dowodzenia.
W dniach 18—20 września inspekcjonował brygadę dowódca 2 Korpusu, gen. Anders.

## W składzie wojsk okupacyjnych
Jesienią 1945 zapadła decyzja przewiezienia brygady do Włoch i dołączenia jej do oddziałów 2 Korpusu będącego ówcześnie częścią alianckich wojsk okupacyjnych. 8 października 1945 roku rozpoczęto zdawanie sprzętu, a 14 Brygadę zaokrętowano, pozostawiając w Egipcie tylko oddział likwidacyjny i szwadron szkolny w Abassia. 17 października brygada przybyła z Egiptu do włoskiego portu Tarent i przeszła pod operacyjne dowództwo 2 Korpusu Polskiego. Ponieważ oddziały brygady nie posiadały ciężkiego sprzętu, rozmieszczono je tymczasowo na południu Włoch, w okolicach miejscowości Mottola, w rejonie Bazy 2 Korpusu Polskiego. Po krótkim pobycie w okolicach portu, jednostki przeszły w rejon Chieti (kwatera główna brygady i 3 pułk ułanów), Pescara, Lanciano (10 pułku huzarów) i Giulianova (15 pułk ułanów). Otrzymany ponownie sprzęt w ilości po 6 Shermanów na szwadron wykorzystywano do doskonalenia wyszkolenia. W ciągu listopada 1945 oddziały brygady pełniły służbę wartowniczą w obozach rozmieszczonych wzdłuż drogi Taranto-Bari, cały czas uzupełniając park materiałowy i oczekując na przemieszczenie. Mając w perspektywie demobilizację, przystąpiono do uzupełniania wykształcenia ogólnego i zawodowego żołnierzy w szkołach prowadzonych w Korpusie. W grudniu 1945 brygada ostatecznie została przesunięta do nowych miejsc postoju w rejonie Chieti-Lanciano.

## Wielka Brytania – epilog
Po decyzji o przeniesieniu 2 Korpusu do Wielkiej Brytanii w celu demobilizacji, oddziały brygady jako jedne z pierwszych opuściły Włochy. Zaokrętowały się 22 czerwca 1946 w Neapolu i odpłynęły do Glasgow.
Przewiezione ze Szkocji na południe Anglii, otrzymały obozy koło Petworth (10 pułk huzarów) i Horsham (3 i 15 pułk ułanów). Żołnierze powoli odchodzili z brygady do Polskiego Korpusu Przysposobienia i Rozmieszczenia. Miał on zapewnić zdobycie zawodu cywilnego.
Ostatnie święta pułkowe w mundurach, ale już przy znacznie uszczuplonych stanach, obchodzono jeszcze w 1947.
W lipcu, w kolejnym obozie w Slinford, z resztek jednostek brygady utworzono tzw. Basie Unit 340 pod dowództwem ppłk. Bielińskiego. Ostatni demobilizowani żołnierze opuścili szeregi we wrześniu 1948 wraz z rozwiązaniem PKPR. 14 Wielkopolska Brygada Pancerna przestała istnieć.

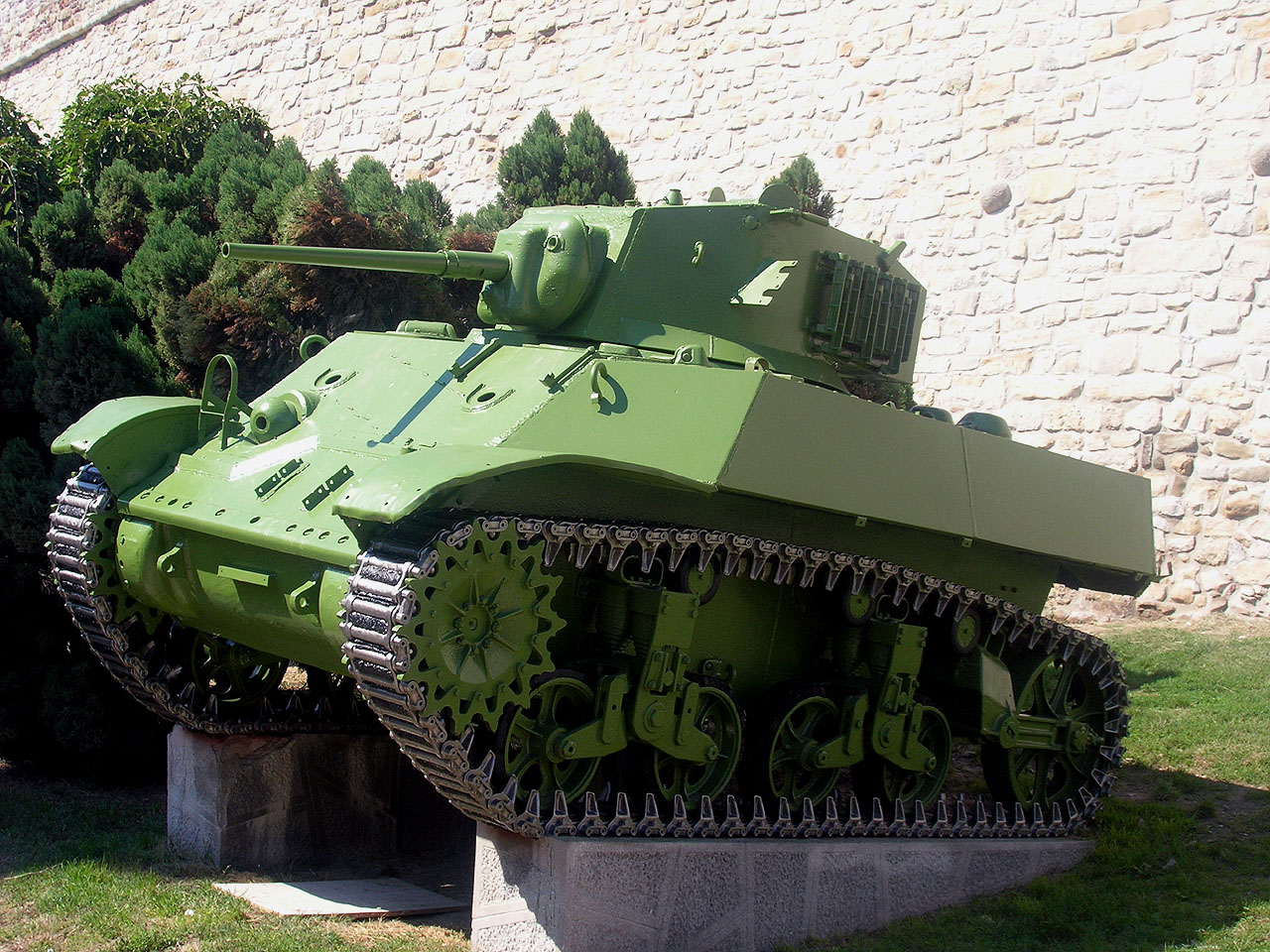
Stuart – czołg szwadronów rozpoznawczych

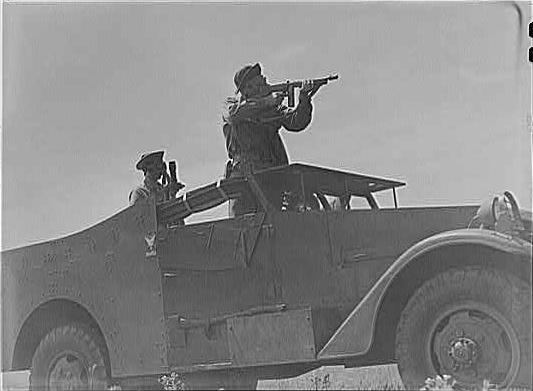
Scout–car na patrolu

## Struktura i obsada personalna
- Sztab brygady

dowódca brygady – płk Władysław Bobiński
zastępca – płk Eugeniusz Święcicki (od 13 XI 1945)
szef sztabu – mjr dypl. art. kon. Wojciech Rankowicz
I oficer operacyjny   
- kpt. dypl. Duchniewicz
- rtm. dypl. Tadeusz Radziukinas (od X 1945)

II oficer operacyjny  
- kpt. dypl. Czerniawski
- rtm. dypl. Sławomir Zarzycki (od X 1945)

oficer informacyjny  
- rtm. Franciszek Fangor
- rtm. dypl. Antoni Landowski (od X 1945)

szef łączności – mjr Wincenty Janecki
adiutant – por. Franciszek Źóltowski
kwatermistrz – mjr dypl. Aleksander Mieczkowski
szef służby materiałowej – kpt. Henryk Mrazek
szef służby pieniężnej – kpt. Alfons Kosman
szef służby warsztatowej – rtm. Włodzimierz Balicki
szef sztabu kwat. – rtm. Stanisław Szczypa
szef służby duszpasterstwa – ks. kpt. Stanisław Cynar
szef służby zdrowia – por. lek. Stanisław Sychta
komendant Kwatery Głównej – mjr Stanisław Kiczan
zastępca – rtm. Jerzy Mielżyński
dowódca szwadronu ochrony sztabu – por. Wacław Własak
- 15 pułk Ułanów Poznańskich – ppłk Adam Bieliński
- 3 pułk Ułanów Śląskich – płk Eugeniusz Święcicki
- 10 pułk huzarów – mjr Antoni Smodlibowski
- 14 Wielkopolska kompania saperów[7] – kpt. Jerzy Golmski
- 14 szwadron dostawy czołgów – rtm. Aleksander Głowacki[6]
- 14 lekka kompania sanitarna – por. lek. Stanisław Sychta
- 14 pluton żandarmerii
- 16 sąd polowy
- 14 kompania warsztatowa – rtm. Karol Mrowiec
- 14 kompania zaopatrywania – rtm. Tadeusz Kościesza–Rakowski
- park materiałowy
- baon motorowy

20 września 1945 brygada osiągnęła stan 280 oficerów i 3720 szeregowych.
Sprzętu pancernego do końca wojny brygada jednak nie otrzymała w wystarczającej ilości. Posiadając według stanu na dzień 1 czerwca 1945 jedynie 67, a więc na jeden pułk Shermanów, 6 Stuartów i 11 Scout–carów.